# Механическое транспортное средство

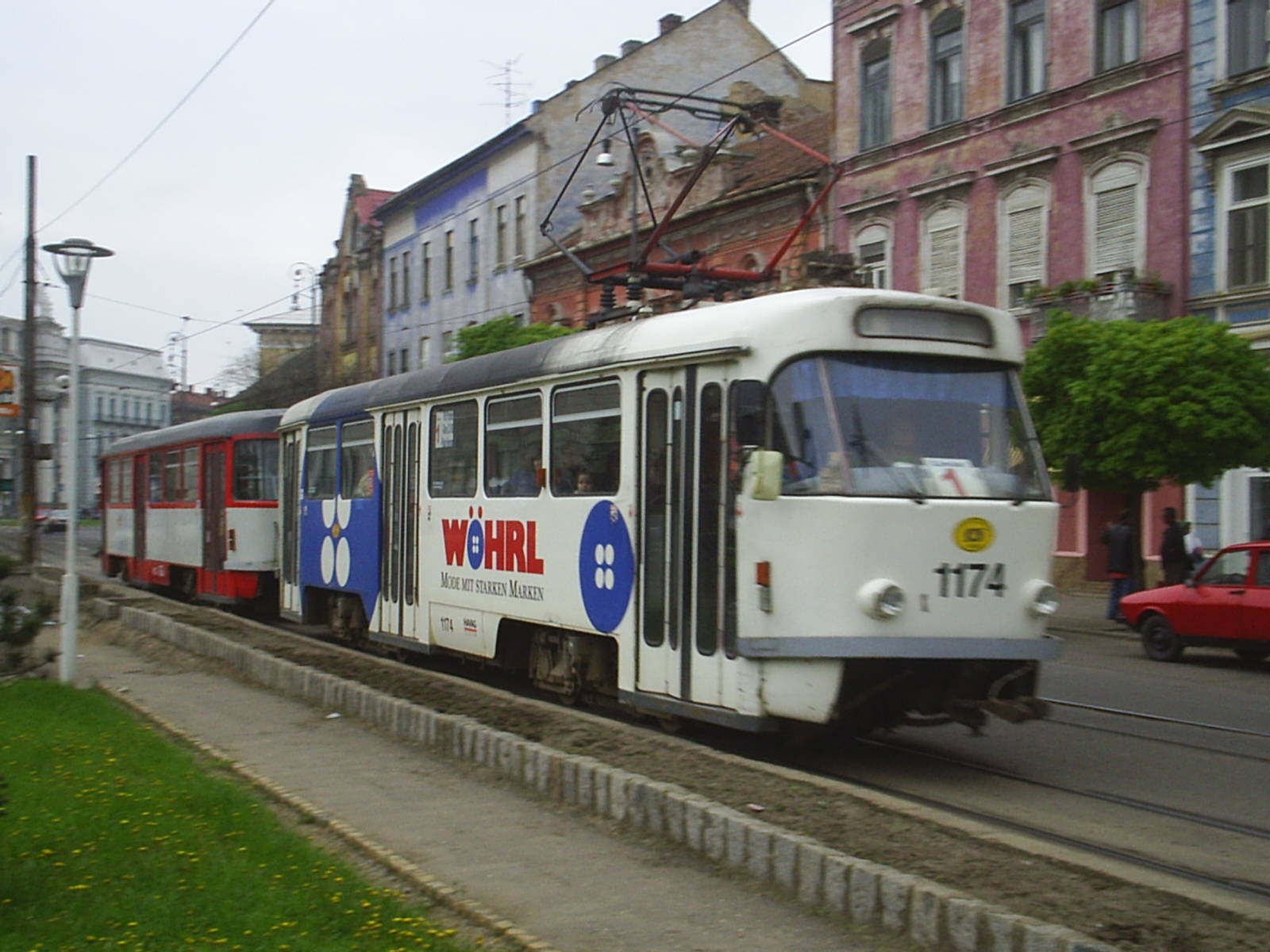
Трамвай — типичное механическое транспортное средство

Механическое транспортное средство — транспортное средство, приводимое в движение двигателем. Термин распространяется также на любые тракторы и самоходные машины. Термин не распространяется на средства индивидуальной мобильности и велосипеды.
Правила дорожного движения Белоруссии относят к механическим транспортным средствам все транспортные средства, исключая велосипед без подвесного двигателя, инвалидную коляску, прицеп.
В большинстве государств правами на управление механическими транспортными средствами обладают лица, имеющие водительское удостоверение соответствующей категории, полученное в установленном законом порядке.